# Лабарум

Лабарум Констянтина І.

Лаба́рум (лат. labarum) — військовий штандарт (вексилум) особливого виду та державний прапор імператорського Риму. Лабарум мав на кінці древка монограму Ісуса Христа — хризму, а на самому полотнищі напис: «Цим перемагай» (лат. Hoc vince). Вперше лабарум введено імператором Костянтином Великим після того, як напередодні битви біля Мільвійського мосту у 312 році він побачив на небі знамення Хреста з написом «In hoc signo vinces». Перша згадка про лабарум міститься у Лактанція.
Польові військові відзнаки мали надзвичайно велике значення у римській армії. Охорона лабарума доручалася 50-м найхоробрішим воїнам — лабаріям (labarii).